# ألم أسفل الظهر
ألم أسفل الظهر (اختصارًا LBP) أو ألم الظهر أو القُطَان أو ألم القَطن أو الزُّلَّخَة هو اضطرابٌ شائعٌ ينطوي على العضلات والأعصاب والعظام في الظهر. يمكن أن يتنوع الألم من ألم خفيف إلى شعور حاد مفاجئ. حيث يمكن تصنيف آلام أسفل الظهر حسب المدة على أنها حادة (ألم يستمر أقل من 6 أسابيع) أو شبه مزمنة (6 إلى 12 أسبوعًا) أو مزمنة (أكثر من 12 أسبوعًا).  يمكن تصنيف الحالة بشكل أكبر حسب السبب الأساسي على أنها ألم ميكانيكيه أو غير ميكانيكيه أو ألم رجيع. عادة ما تتحسن أعراض آلام أسفل الظهر في غضون أسابيع قليلة من وقت ظهورها، حيث يتعافى 40-90% من الأشخاص بحلول ستة أسابيع.
في معظم نوبات آلام أسفل الظهر، لا يتم تحديد سبب أساسي معين أو حتى البحث عنه، حيث يُعتقد أن الألم ناتج عن مشاكل ميكانيكية مثل إجهاد العضلات أو المفاصل. إذا لم يزول الألم بالعلاج التحفظي أو إذا كان مصحوبًا «بعلامات حمراء» مثل فقدان الوزن غير المبرر أو الحمى أو مشاكل كبيرة في الشعور أو الحركة، فقد تكون هناك حاجة لمزيد من الاختبارات للبحث عن مشكلة أساسية خطيرة. في معظم الحالات، لا تكون أدوات التصوير مثل التصوير المقطعي المحوسب بالأشعة السينية مفيدة وتنطوي على مخاطر خاصة بها. على الرغم من ذلك فقد زاد استخدام التصوير في آلام أسفل الظهر. في الأشخاص الذين يعانون من الألم المزمن، قد يتعطل نظام معالجة الألم، مما يتسبب في حدوث كميات كبيرة من الألم استجابةً لأحداث غير خطيرة.
يوصى بالتعامل الأولي مع العلاجات غير الدوائية. حيث يوصى باستخدام دواء لاستيرويدي مضاد للالتهاب إذا لم تكن فعالة بما فيه الكفاية. حيث يستمر النشاط الطبيعي بالقدر الذي يسمح به الألم.  يوصى باستخدام الأدوية طوال المدة التي تكون فيها مفيدة فقط. يتوفر عدد من الخيارات الأخرى لأولئك الذين لا يتحسنون بالعلاج المعتاد. قد تكون المواد أشباه الأفيونيات مفيدة إذا لم تكن مسكنات الألم البسيطة كافية، لكن لا يوصى بها بشكل عام بسبب الآثار الجانبية. قد تكون الجراحة مفيدة لأولئك الذين يعانون من الألم المزمن المرتبط بالقرص والعجز أو تضيق شوكي. لم يتم العثور على فائدة واضحة للحالات الأخرى من آلام أسفل الظهر غير المحددة. وغالبًا ما تؤثر آلام أسفل الظهر على الحالة المزاجية، والتي يمكن أن تتحسن عن طريق الاستشارة أو مضادات الاكتئاب. بالإضافة إلى ذلك، هناك العديد من العلاجات في الطب البديل، بما في ذلك تقنية الكسندر والعلاجات العشبية، ولكن ليس هناك ما يكفي من الأدلة أن يوصي لهم بثقة. والدلائل على فعالية المعالجة اليدوية والمعالجة النخاعية متداخل.
ما يقارب 9-12% من الناس (632 مليون) يعانون من آلام أسفل الظهر في أي وقت دون زمن محدد، وما يقرب من 25% أفادوا بوجودها في وقت ما خلال فترة معينة في الشهر الواحد. وحوالي 40% من الناس لديهم آلام في أسفل الظهر في مرحلة ما من حياتهم وليست بشكل مزمن أو دائم، مع تقديرات تصل إلى 80% بين الناس في العالم المتقدم. غالبًا ما تبدأ الآلام بين 20 و 40 عامًا. يتأثر الرجال والنساء بالتساوي. تعد آلام أسفل الظهر أكثر شيوعًا بين الأشخاص الذين تتراوح أعمارهم بين 40 و 80 عامًا، ومن المتوقع أن يزداد العدد الإجمالي للأفراد المصابين مع تقدم العمر.

## العلامات والأعراض
في العرض الشائع لآلام أسفل الظهر الحادة، يتطور الألم بعد الحركات التي تتضمن الرفع أو الالتواء أو الانحناء إلى الأمام. قد تبدأ الأعراض بعد فترة وجيزة من الحركات أو عند الاستيقاظ في صباح اليوم التالي. قد يتراوح وصف الأعراض من المضض عند نقطة معينة إلى الألم المنتشر. قد يتفاقم أو لا يتفاقم مع حركات معينة، مثل رفع الساق، أو تغيير الموضع، كالجلوس أو الوقوف. قد يكون هناك ألم رجيع أسفل الساقين (المعروف باسم عرق النسا). عادة ما تكون أول تجربة لآلام أسفل الظهر الحادة بين سن العشرين والأربعين. وغالبًا ما يكون هذا هو السبب الأول للشخص لرؤية طبيب متخصص كشخص بالغ. تحدث النوبات المتكررة في أكثر من نصف الأشخاص وتكون النوبات المتكررة بشكلٍ عام أكثر ألمًا من الأولى. قد تحدث مشاكل أخرى مع آلام أسفل الظهر.  حيث ترتبط آلام أسفل الظهر المزمنة بمشاكل النوم، بما في ذلك الحاجة لوقت أكبر من الوقت اللازم الطبيعي للنوم، والاضطرابات أثناء النوم، وقلة النوم، وقلة الرضا عن النوم. بالإضافة إلى ذلك، فإن غالبية المصابين بآلام أسفل الظهر المزمنة تظهر عليهم أعراض الاكتئاب أو القلق.

## أسباب
إن آلام أسفل الظهر ليست مرضًا محددًا ولكنها شكوى قد تكون ناجمة عن عدد كبير من المشكلات الأساسية بمستويات مختلفة من الخطورة. غالبية آلام أسفل الظهر ليس لها سبب واضح ولكن يعتقد أنها ناتجة عن مشاكل غير خطيرة في العضلات أو الهيكل العظمي مثل الالتواءات أو إصابة الإجهاد. السمنة، والتدخين، وزيادة الوزن أثناء الحمل، والإجهاد، وسوء الحالة البدنية، وضعف الموقف وضعف النوم قد تساهم أيضًا في آلام أسفل الظهر. تتضمن القائمة الكاملة للأسباب المحتملة العديد من الحالات الأقل شيوعًا. قد تشمل الأسباب الجسدية هشاشة العظام، وتنكس الأقراص بين الفقرات أو فتق القرص الفقري، وكسر الفقرة (مثل هشاشة العظام)، أو نادرًا، عدوى أو ورم في العمود الفقري.

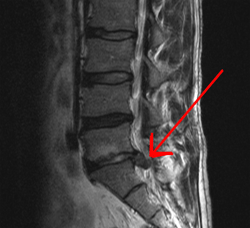
القرص الغضروفي كما يظهر في التصوير بالرنين المغناطيسي، أحد الأسباب المحتملة لآلام أسفل الظهر

قد تعاني النساء من آلام أسفل الظهر الحادة بسبب الحالات الطبية التي تؤثر على الجهاز التناسلي الأنثوي، بما في ذلك التهاب بطانة الرحم أو تكيسات المبيض أو سرطان المبيض أو الأورام الليفية الرحمية. تقريباً نصف النساء الحوامل أبلغن عن ألم في أسفل الظهر أو منطقة العجز أثناء الحمل، بسبب تغيرات في وضعهن ومركز ثقلهن مما تسبب في إجهاد العضلات والأربطة.
يمكن تصنيف آلام أسفل الظهر على نطاق واسع إلى أربع فئات رئيسية:
- الجهاز العضلي الهيكلي - ميكانيكي (بما في ذلك إجهاد العضلات أو تشنج العضلات أو هشاشة العظام)؛ انفتاق النواة اللبية، الانزلاق الغضروفي؛ التضيق الشوكي؛ أو كسر انضغاطي
- التهابات - التهاب المفاصل المرتبط بـ HLA-B27 بما في ذلك التهاب الفقار اللاصق والتهاب المفاصل التفاعلي والتهاب المفاصل الصدفي ومرض التهاب الأمعاء
- الورم الخبيث - ورم خبيث في العظام من الرئة والثدي والبروستاتا والغدة الدرقية، إلى اخره
- معدٍ - التهاب نخاع العظم؛ خراج (دمل).

يمكن أيضًا أن يكون سبب آلام أسفل الظهر هو التهاب المسالك البولية.

## الفيزيولوجيا المرضية

### الهياكل الخلفية

تحدد الفقرات القطنية الخمس منطقة أسفل الظهر.

تتكون المنطقة القطنية (أو أسفل الظهر) من خمس فقرات (L1 – L5)، بما في ذلك منطقة العجز في بعض الأحيان. بين هذه الفقرات توجد أقراص ليفية غضروفية، تعمل كوسائد، تمنع احتكاك الفقرات ببعضها البعض بينما تحمي في نفس الوقت الحبل الشوكي. تأتي الأعصاب من الحبل الشوكي وتذهب إليه من خلال فتحات محددة بين الفقرات، مما يزود الجلد بالأحاسيس والرسائل للعضلات. يتم توفير استقرار العمود الفقري من خلال أربطة وعضلات الظهر والبطن. المفاصل الصغيرة التي تسمى المفاصل الوجيهية تحد وتوجه حركة العمود الفقري.
تعمل العضلة الشوكية المعترضة صعودًا وهبوطًا على طول الجزء الخلفي من العمود الفقري، وهي مهمة للحفاظ على العمود الفقري مستقيمًا وثابتًا أثناء العديد من الحركات الشائعة مثل الجلوس والمشي والرفع. غالبًا ما توجد مشكلة في هذه العضلات لدى شخص يعاني من آلام أسفل الظهر المزمنة، لأن آلام الظهر تجعل الشخص يستخدم عضلات الظهر بشكل غير صحيح في محاولة لتجنب الألم. تستمر مشكلة العضلة الشوكية المعترضة حتى بعد زوال الألم، وربما تكون سببًا مهمًا لعودة الألم. يوصى بتعليم الأشخاص الذين يعانون من آلام أسفل الظهر المزمنة كيفية استخدام هذه العضلات كجزء من برنامج التعافي.

يمكن أن تكون الهياكل المحيطة بالفقرات التي تدعمها مصدرًا لألم أسفل الظهر.

للقرص الفقري نواة هلامية محاطة بحلقة ليفية. عندما تكون في حالتها الطبيعية غير المصابة، فإن معظم القرص لا يتم تقديمه عن طريق جهاز الدوران أو الجهاز العصبي - فالدم والأعصاب تتدفق فقط إلى الجزء الخارجي من القرص. توجد الخلايا المتخصصة التي يمكنها البقاء على قيد الحياة دون إمداد مباشر بالدم داخل القرص. بمرور الوقت، تفقد الأقراص المرونة والقدرة على امتصاص القوى الفيزيائية. يؤدي انخفاض القدرة على التعامل مع القوى الجسدية إلى زيادة الضغط على أجزاء أخرى من العمود الفقري، مما يتسبب في زيادة سماكة أربطة العمود الفقري وتطور نمو العظام على الفقرات. نتيجة لذلك، هناك مساحة أقل يمكن أن يمر من خلالها النخاع الشوكي والجذور العصبية. عندما يتدهور القرص نتيجة الإصابة أو المرض، يتغير تكوين القرص: قد تنمو الأوعية الدموية والأعصاب في داخله و / أو يمكن أن تضغط مادة القرص المنفتق مباشرة على جذر العصب. أي من هذه التغييرات قد يؤدي إلى آلام الظهر.

### الإحساس بالألم
الألم بشكل عام هو شعور مزعج استجابة لمنبه يؤدي إما إلى إتلاف أنسجة الجسم أو قد يؤدي إلى إتلافها. هناك أربع خطوات رئيسية في عملية الشعور بالألم: التنبيغ، والانتقال، والإدراك، والتعديل. الخلايا العصبية التي تكتشف الألم لها أجسام خلوية تقع في العقد الجذرية الظهرية والألياف التي تنقل هذه الإشارات إلى النخاع الشوكي. تبدأ عملية الإحساس بالألم عندما يطلق الحدث المسبب للألم نهايات الخلايا العصبية الحسية المناسبة. يحول هذا النوع من الخلايا الحدث إلى إشارة كهربائية عن طريق التنبيغ. تقوم عدة أنواع مختلفة من الألياف العصبية بنقل الإشارة الكهربائية من الخلية المحولة إلى القرن الخلفي للحبل الشوكي، ومن هناك إلى جذع الدماغ، ثم من جذع الدماغ إلى أجزاء مختلفة من الدماغ مثل المهاد والجهاز الحوفي. في الدماغ، تتم معالجة إشارات الألم وإعطاء سياق في عملية إدراك الألم. من خلال التعديل، يمكن للدماغ تعديل إرسال المزيد من النبضات العصبية عن طريق تقليل أو زيادة إطلاق الناقلات العصبية.
قد لا تعمل أجزاء من الإحساس بالألم ونظام المعالجة بشكل صحيح؛ خلق الشعور بالألم عند عدم وجود سبب خارجي، أو الإشارة إلى الكثير من الألم من سبب معين، أو الإشارة إلى الألم من حدث غير مؤلم في العادة. بالإضافة إلى ذلك، قد لا تعمل آليات تعديل الألم بشكل صحيح. هذه الظواهر لها دور في الألم المزمن.

## التشخيص
نظرًا لأن بنية الظهر معقدة والإبلاغ عن الألم  يكون ذاتيًا ويتأثر بالعوامل الاجتماعية، فإن تشخيص آلام أسفل الظهر ليس واضحًا. في حين أن معظم آلام أسفل الظهر ناتجة عن مشاكل في العضلات والمفاصل، يجب فصل هذا السبب عن المشاكل العصبية، وأورام العمود الفقري، وكسر العمود الفقري، والالتهابات، من بين أمور أخرى.

### التصنيف
هناك عدد من الطرق لتصنيف آلام أسفل الظهر دون إجماع على أن أحداهما هي الأفضل. هناك ثلاثة أنواع عامة من آلام أسفل الظهر حسب السبب: آلام الظهر الميكانيكية (بما في ذلك الشد العضلي الهيكلي اللانوعي، الانزلاق الغضروفي، وجذور الأعصاب المضغوطة، وداء القرص التنكسي أو أمراض المفاصل، والفقرات المكسورة)، وآلام الظهر غير الميكانيكية (الأورام، والحالات الالتهابية مثل الالتهاب الفقاري المفصلي اللاصق، والتهابات)، والألم الرجيع إليه من الأعضاء الداخلية (مرض المرارة، والحصاة الكلوية، والتهابات الكلية، الأم الدم الأبهرية). تكمن المشاكل الميكانيكية أو العضلية الهيكلية هي السبب في معظم الحالات (حوالي 90% أو أكثر)، ومعظم هؤلاء (حوالي 75%) ليس لديهم سبب محدد، ولكن يُعتقد أنه ناتج عن إجهاد أو إصابة في العضلات إلى الأربطة. نادرًا ما تنتج الشكاوى من آلام أسفل الظهر عن مشاكل جهازية أو نفسية، مثل الألم العضلي الليفي واضطرابات العرض الجسدي.
يمكن تصنيف آلام أسفل الظهر بناءً على العلامات والأعراض. الألم المنتشر لا يتغير استجابةً لحركات معينة، ويكون موضعيًا في أسفل الظهر دون أن ينتشر خارج الأرداف، يُصنف على أنه غير محدد، وهو التصنيف الأكثر شيوعًا. الألم الرجيع نحو أسفل الساق حتى أسفل الركبة، يقع على جانب واحد (في حالة الانزلاق الغضروفي)، أو على كلا الجانبين (في حالة التضيق الشوكي)، والتغيرات في شدته استجابةً لبعض المواقف أو المناورات تكون جذرية، مما يشكل 7% من الحالات. قد يشير الألم المصحوب بعلامات حمراء مثل الصدمة أو الحمى أو تاريخ مرضي بوجود السرطان أو ضعف شديد في العضلات إلى وجود مشكلة أساسية أكثر خطورة ويصنف على أنه يحتاج إلى عناية عاجلة أو متخصصة.
يمكن أيضًا تصنيف الأعراض حسب المدة على أنها حادة أو شبه مزمنة (تُعرف أيضًا باسم دون الحادة) أو مزمنة. المدة المحددة المطلوبة لتلبية كل من هذه الأمور غير متفق عليها عالميًا، ولكن بشكل عام يصنف الألم الذي يستمر أقل من ستة أسابيع على أنه حاد، والألم الذي يستمر من ستة إلى اثني عشر أسبوعًا يكون شبه مزمن، وأكثر من اثني عشر أسبوعًا يكون مزمنًا. قد تتغير الإدارة والمآل للمرض بناءً على مدة الأعراض.
| العلامة الحمراء                                 | السبب المحتمل     |
| ----------------------------------------------- | ----------------- |
| تاريخ مرضي سابق للإصابة بالسرطان                | السرطان           |
| فقدان الوزن غير متعمد                           | السرطان           |
| فقدان السيطرة على المثانة أو الأمعاء            | متلازمة ذنب الفرس |
| ضعف في الحركة بشكلٍ كبير أو وجود مشاكل حسّية      | متلازمة ذنب الفرس |
| فقدان الإحساس في منطقة الأرداف (خدر سرجي)       | متلازمة ذنب الفرس |
| صدمة كبيرة مرتبطة بالعمر                        | كسر               |
| استخدام الكورتيكوستيرويد بشكل مزمن              | كسر               |
| هشاشة العظام                                    | كسر               |
| ألم شديد بعد جراحة أسفل الظهر في العام الماضي   | عدوى              |
| حمى                                             | عدوى              |
| عدوى الجهاز البولي                              | عدوى              |
| تثبيط مناعي                                     | عدوى              |
| استخدام الأدوية التي تُعطي عن طريق حقنها بالوريد | عدوى              |

### العلامات الحمراء
يشير وجود علامات معينة، تسمى العلامات الحمراء، إلى الحاجة إلى مزيد من الاختبارات للبحث عن مشاكل أساسية أكثر خطورة، والتي قد تتطلب علاجًا فوريًا أو محددًا. إن وجود العلامة الحمراء لا يعني أن هناك مشكلة كبيرة. إنه موحي فقط، ومعظم الأشخاص الذين يحملون العلامات الحمراء ليس لديهم مشكلة أساسية خطيرة. في حالة عدم وجود علامات حمراء، فإن إجراء التصوير التشخيصي أو الفحوصات المخبرية في الأسابيع الأربعة الأولى بعد بدء الأعراض لم يثبت أنه مفيد.
فائدة العديد من العلامات الحمراء غير مدعومة بشكلٍ جيد بالأدلة. الأكثر فائدة للكشف عن الكسر هو: التقدم في السن، واستخدام الكورتيكوستيرويد، والصدمات الشديدة خاصة إذا نتج عنها علامات على الجلد. إن أفضل محدد لوجود السرطان هو وجود نفس التاريخ.
مع استبعاد الأسباب الأخرى، عادةً ما يتم علاج الأشخاص الذين يعانون من آلام أسفل الظهر غير المحددة بشكل عرضي، دون تحديد السبب الدقيق. قد تكون الجهود المبذولة للكشف عن العوامل التي قد تعقد التشخيص، مثل الاكتئاب أو تعاطي المخدرات أو جدول أعمال يتعلق بمدفوعات التأمين مفيدة.

### الاختبارات
يُطلب التصوير عندما تكون هناك علامات حمراء، أو أعراض عصبية مستمرة لا تحل، أو ألم مستمر أو متفاقم. على وجه الخصوص، يُوصى بالاستخدام المبكر للتصوير (إما التصوير بالرنين المغناطيسي أو التصوير المقطعي المحوسب) في حال
الاشتباه بالإصابة بالسرطان أو العدوى أو متلازمة ذنب الفرس. يعتبر التصوير بالرنين المغناطيسي أفضل قليلاً من التصوير المقطعي المحوسب في تحديد الأمراض المتعلقة بالقرص. هاتان التقنيتان مفيدتان بنفس القدر في تشخيص التضيق الشوكي. فقط عدد قليل من الاختبارات التشخيصية الجسدية مفيدة. غالبًا ما يكون اختبار رفع الساق باستقامة إيجابيًا دائمًا في الأشخاص الذين يعانون من الانزلاق الغضروفي. قد يكون التصوير المقطعي الاستفزازي القطني مفيدًا في تحديد قرص معين الذي يسبب الألم لدى أولئك الذين يعانون من مستويات عالية مزمنة من آلام أسفل الظهر. وبالمثل، يمكن استخدام الإجراءات العلاجية مثل إحصار العصب لتحديد مصدر معين للألم. تدعم بعض الأدلة استخدام حقن المفصل الوجيهي، وحقن فوق الجافية التحويلية وحقن العجزية الحرقفية كاختبارات تشخيصية. معظم الاختبارات الجسدية الأخرى، مثل تقييم انحراف العمود الفقري جانبيًا وضعف العضلات أو ضمورها وردود الفعل المنعكسة الضعيفة، قليلة الاستخدام.
الشكاوى من آلام أسفل الظهر هي أحد الأسباب الأكثر شيوعًا لزيارة الناس للأطباء. الألم الذي استمر لأسابيع قليلة فقط، من المرجح أن يهدأ الألم من تلقاء نفسه. وبالتالي، إذا كان التاريخ الطبي للفرد والفحص البدني لا يشيران إلى مرض معين كسبب، فإن الجمعيات الطبية تنصح بعدم إجراء اختبارات التصوير مثل الأشعة السينية والتصوير المقطعي المحوسب والتصوير بالرنين المغناطيسي. قد يرغب الأفراد في مثل هذه الاختبارات، ولكن ما لم تكن هناك علامات حمراء، فهي رعاية صحية غير ضرورية. يزيد التصوير الروتيني من التكاليف، ويرتبط بارتفاع معدلات الجراحة دون فائدة عامة، وقد يكون الإشعاع المستخدم ضارًا بصحة الفرد. أقل من 1% من اختبارات التصوير تحدد سبب المشكلة. قد يكشف التصوير أيضًا عن التشوهات غير الضارة، مما يشجع الناس على طلب المزيد من الاختبارات غير الضرورية أو القلق. ومع ذلك، زادت فحوصات التصوير بالرنين المغناطيسي في منطقة أسفل الظهر بأكثر من 300% بين المستفيدين من الرعاية الطبية بالولايات المتحدة من 1994 إلى 2006.

## وقاية
لا توجد طريقة فعالة للوقاية من آلام اسفل الظهر. بالنسبة للمرضى الذين يعانون من الام الظهر منذ أكثر من ستة اسابيع تعد التمارين الرياضية خير وسيلة لمنع تكرار وتفاقم الالم. كما ويؤثر نوع فرشات الاسرة على المرضى الذين يعانون من الام الظهر المزمنة، فتعد الفرشات متوسطة الصلابة أفضل للمرضى من تلك الصلبة. اما بالنسبة لاحزمة دعم اسفل الظهر ونوعية نعال الاحذية فلا يوجد أي دليل لفعاليتها في تخفيف أو منع الالم بقدر اهمية تعلم الشخص للكيفية والاسلوب الصحيح لحمل الاغراض الثقيلة بالوضعية المناسبة.

## إدارة
يرتبط مبدأ علاج آلام الظهر بالفئات الرئيسية الثلاثة لآلام الظهر (آلام الظهر الميكانيكية، وآلام الظهر غير الميكانيكية، والآلام الرجعية). بالنسبة لآلام الظهر الحادة المصحوبة بأعراض خفيفة إلى متوسطة، فإن الهدف من العلاج هو استعادة الوظيفة الطبيعية الأصلية للمريض، وتمكين المريض من العودة إلى العمل، وتخفيف الألم. هذا النوع من الحالات ليس خطيرًا بشكل عام، وغالبًا ما لا يتطلب علاجًا نشطًا للغاية لتخفيفه بشكل طبيعي. استئناف الأنشطة العادية في أقرب وقت ممكن بعد تخفيف الألم سيساعد على التعافي بشكل عام. إن إبلاغ المرضى بالمعلومات المذكورة أعلاه حول آلام أسفل الظهر سيساعدهم أيضًا على الاستجابة للعلاج نفسياً وتسريع الشفاء. بالنسبة للمرضى الذين يعانون من الآلام المزمنة أو شبه المزمنة، قد تكون خطة العلاج التدريبي المعقدة مفيدة.
يوصى بالإدارة الأولية مع العلاجات غير الدوائية، مع استخدام مضادات الالتهاب غير الستيرويدية (NSAIDs) إذا لم تكن فعالة بما فيه الكفاية. تشمل العلاجات غير الدوائية الحرارة السطحية، التدليك أو الوخز بالإبر أوالمعالجة النخاعية. لا ينصح باستخدام الأسيتامينوفين والمنشطات الجهازية لأن كلا الدواءين غير فعالين في تحسين نتائج الألم في آلام أسفل الظهر الحادة أو تحت الحاد.

### إدارة بدنية
يُنصح المرضى عادةً بزيادة أنشطتهم اليومية، ولكن لا يوجد دليل واضح على أنه يمكن أن يحسن الألم والعجز أثناء نوبات الألم الحاد. أثناء النوبة الحادة لآلام أسفل الظهر، أظهرت بعض الدراسات الطبية أن المشي يمكن أن يساعد؛ في حين أن العلاج الطبيعي لمكنزي له بعض التأثير على آلام أسفل الظهر الحادة المتكررة، لكن تأثير العملية قصيرة لا يبدو كبيرا. هناك أدلة أولية تظهر تأثير ارتفاع الحرارة على آلام أسفل الظهر الحادة ودون المزمنة؛ ومع ذلك، فإن تأثير ارتفاع الحرارة أو العلاج البارد على آلام أسفل الظهر المزمنة غير حاسم. لا يوجد سوى قدر ضئيل من الأدلة على أنه على الرغم من أن استخدام احزمة اسفل الظهر يمكن أن تجعل المريض يعود إلى وضع العمل بسرعة، إلا أنه لا يساعد في تخفيف الألم. العلاج بالموجات فوق الصوتية والموجات الصدمية غير فعال، لذلك فهو ليس العلاج الموصى به عادة.
يفتقر جهاز الجر القطني إلى الفعالية كتدخل لعلاج آلام أسفل الظهر الجذرية. كما أنه من غير الواضح ما إذا كانت الدعامات القطنية هي تدخل علاجي فعال. على ما يبدو أن التمارين الهوائية مثل المشي التدريجي مفيدة لآلام أسفل الظهر تحت الحادة والحادة، ويوصى بها بشدة لآلام أسفل الظهر المزمنة، ويوصى بها بعد الجراحة. فيما يتعلق بالتمارين الموجهة التي تحاول الحد من آلام أسفل الظهر، يوصى بها في الحالات شبه الحادة، آلام أسفل الظهر المزمنة والجذرية. تعمل هذه التمارين فقط إذا كانت تحد من آلام أسفل الظهر. لا يُنصح ببرامج التمرين التي تتضمن التمدد فقط لآلام أسفل الظهر. كما تم العثور على ان تمارين الإطالة العامة لا تساعد في علاج الم اسفل الظهر الحاد. يمكن أن يؤدي التمدد، خاصة مع نطاق الحركة المحدود، إلى إعاقة التقدم المستقبلي للعلاج مثل القوة المحدودة والتمارين المحدودة.
يمكن للعلاج بالتمارين الرياضية أن يخفف بشكل فعال من آلام أسفل الظهر المزمنة ويحسن الوظيفة اليومية للمرضى؛ بالإضافة إلى ذلك، يمكن أن يعزز أيضًا تحسين الوظيفة طويلة المدى ويقلل معدل التكرار في غضون 6 أشهر بعد نهاية دورة العلاج. ومع ذلك، لا يوجد دليل لإثبات أي التمارين فعالة بشكل خاص لآلام أسفل الظهر. تشير الدلائل إلى أن تقنية الكسندر مفيدة في علاج آلام الظهر المزمنة، بينما تُظهر الأدلة الأولية أن اليوجا فعّالة أيضًا. يعتبر التحفيز الكهربائي للأعصاب عبر الجلد ليس له أي تأثير على آلام أسفل الظهر المزمنة، وما إذا كان استخدام النعال مفيدًا لا يزال غير حاسم. إذا كان المرضى الذين يعانون من آلام أسفل الظهر المزمنة لا يستجيبون كثيرًا للعلاجات المذكورة أعلاه، فقد يتحسن تنبيه الأعصاب المحيطية (العلاج الغازي الخفيف)، لكن الآثار الطبية مختلطة. ومن المعروف أن هذا العلاج لا يحسن الألم الذي امتد بالفعل إلى الساقين.
يوصى بالعلاج المائي كخيار لمن يعانون من حالات أخرى موجودة مسبقًا مثل السمنة المفرطة، والفصال العظمي، أو غيرها من الحالات التي تحد من المشي التدريجي. يوصى بالعلاج المائي لعلاج آلام أسفل الظهر المزمنة وتحت الحادة لدى الأشخاص الذين يعانون من حالة مرضية سابقة. لا ينصح بالعلاج المائي للأشخاص الذين ليس لديهم حالة مسبقة تحد من المشي التدريجي. كان هناك القليل من الأبحاث التي تدعم استخدام آلات تمديد أسفل الظهر، وبالتالي لا يوصى بها. لا يوجد دليل جودة يدعم البيلاتيس في آلام أسفل الظهر.

### الأدوية
في علاج استخدام الأدوية لتخفيف آلام أسفل الظهر، عادة ما تستخدم أدوية مختلفة لمراحل مختلفة من الألم. بالنسبة للمرحلة الأولى من آلام أسفل الظهر، فإن الهدف من العلاج هو علاجه تمامًا. ومع ذلك، بمجرد أن يتحول ألم أسفل الظهر إلى ألم مزمن، يكون الهدف من العلاج هو السيطرة على الألم واستعادة وظائف الحياة الطبيعية للمريض قدر الإمكان. بما أن الأدوية المسكنة يمكن أن تحقق تأثيرات جزئية فقط، فإن توقعات فوائد الأدوية قد تختلف عن الواقع، مما قد يتسبب في انخفاض رضا المريض.
عادةً ما يكون الدواء الموصى به اولا هو الأسيتامينوفين (بالإنجليزية: acetaminophen) أو المسكنات غير الستيرويدية المضادة للالتهابات (بالإنجليزية: NSAIDs) (باستثناء الأسبرين)، وهذا كافٍ لمعظم المرضى. وجدت المراجعات عالية الجودة أن عقار الاسيتامينوفين (الباراسيتامول) ليس أكثر فعالية من العلاج الوهمي في تخفيف الألم وتحسين الوظيفة. الجرعة القياسية من عقار الاسيتامينوفين آمنة للغاية، ولكن الجرعات العالية قد تسبب تسمم الكبد. تعتبر المسكنات غير الستيرويدية المضادة للالتهابات أكثر فاعلية في النوبات الحادة من عقار الاسيتامينوفين، ولكن هذه الأدوية لديها أيضًا مخاطر أكبر للتسبب في الآثار الجانبية التالية. تشمل الآثار الجانبية المحتملة الفشل الكلوي وقرحة المعدة والإثني عشر وأمراض القلب والأوعية الدموية. لذلك، بالمقارنة مع عقار الاسيتامينوفين، فإن المسكنات غير الستيرويدية المضادة للالتهابات هي الخيار الثاني، ويوصى بها فقط عندما لا يتمكن عقار الاسيتامينوفين من التحكم بشكل فعال في آلام أسفل الظهر. لا يوجد دليل ملموس على أن مثبطات انزيمات الأكسدة الحلقية (مثبطات COX-2) أكثر فائدة للألم من الأنواع الأخرى من المسكنات غير الستيرويدية المضادة للالتهابات. لأسباب تتعلق بالسلامة، يعتبر نابروكسين (بالإنجليزية: naproxen) هو الخيار الأول. قد تساعد أيضًا مرخيات العضلات.
إذا كان الألم لا يمكن تخفيفه، فيمكن اعتبار المواد الأفيونية (مثل المورفين). قد تسبب المواد الأفيونية خطر الإدمان والتفاعل مع الأدوية الأخرى والآثار الجانبية بما في ذلك الدوخة والغثيان والإمساك. قد تكون المواد الأفيونية مناسبة للعلاج قصير الأمد للألم الحاد الشديد، لكن الخبراء لا ينصحون باستخدامها على المدى الطويل لآلام أسفل الظهر المزمنة. بالنسبة لكبار السن (مثل مرض السكري أو أمراض المعدة أو أمراض القلب) عندما يكون خطر استخدام العقاقير غير الستيرويدية المضادة للالتهابات مرتفعًا، يمكن أخذ المواد الأفيونية بعين الاعتبار. بالإضافة إلى ذلك، قد تكون المواد الأفيونية فعالة أيضًا لمرضى الألم العصبي.
قد تكون مضادات الاكتئاب مفيدة أيضًا في علاج الألم المزمن المرتبط بالاكتئاب، ولكن مثل هذه الأدوية تنطوي على مخاطر الآثار الجانبية. على الرغم من أن الأدوية المضادة للنوبات (جابابنتين وكاربامازيبين) تستخدم أحيانًا لعلاج آلام أسفل الظهر المزمنة، وقد تخفف مرض عرق النسا، إلا أنه لا توجد أدلة كافية تدعم هذا الادعاء. الستيرويدات الفموية ليس لها تأثير على علاج آلام أسفل الظهر. إذا تم حقن المنشطات مباشرة في المفاصل السطحية / مفاصل الواجهة والأقراص الفقرية، فقد يكون ذلك مفيدًا لعرق النسا المستمر، ولكنه لا يفيد في الألم المستمر غير الشعاعي. بالنسبة لمرضى عرق النسا، فإن الحقن فوق الجافية للستيرويدات يمكن أن يخفف الألم بشكل طفيف ومؤقت، لكنه لا يساعد على المدى الطويل، هناك أيضا مخاوف من الاثار الجانبية المحتملة.

### جراحة
قد تكون الجراحة مفيدة في أولئك الذين يعانون من قرص منفتق يسبب ألما كبيراً يشع في الساق، أو ضعف كبير في الساق، أو مشاكل في المثانة، أو فقدان السيطرة على الأمعاء. وقد يكون مفيداً أيضا في أولئك الذين يعانون من تضيق العمود الفقري. في غياب هذه القضايا، لا يوجد دليل واضح على فائدة الجراحة.
يمكن أن يوفر استئصال القرص (الإزالة الجزئية لقرص يسبب ألما في الساق) تخفيف الألم في وقت أقرب من العلاجات غير الجراحية. استئصال القرص له نتائج أفضل في سنة واحدة ولكن ليس في أربع إلى عشر سنوات. لم يظهر أن استئصال الأقراص المجهرية الأقل توغلاً يؤدي إلى نتيجة مختلفة عن استئصال القرص العادي. بالنسبة لمعظم الحالات الأخرى، لا توجد أدلة كافية لتقديم توصيات بشأن الخيارات الجراحية. عملية جراحية تأثير طويل الأجل على مرض القرص التنكسية ليست واضحة. وقد حسنت الخيارات الجراحية الأقل توغلاً أوقات التعافي، لكن الأدلة المتعلقة بالفعالية غير كافية.
بالنسبة لأولئك الذين يعانون من ألم مترجم إلى أسفل الظهر بسبب انحطاط القرص، تدعم الأدلة العادلة الانصهار الشوكي على قدم المساواة مع العلاج الطبيعي المكثف وأفضل قليلا من التدابير غير الجراحية منخفضة الكثافة. يمكن اعتبار الانصهار لأولئك الذين يعانون من آلام أسفل الظهر من الفقرات النازحة المكتسبة التي لا تتحسن مع العلاج المحافظ، على الرغم من أن عدد قليل فقط من أولئك الذين لديهم الانصهار العمود الفقري تجربة نتائج جيدة. هناك عدد من العمليات الجراحية المختلفة لتحقيق الانصهار، مع عدم وجود دليل واضح على أن أحدهما أفضل من الآخرين. إضافة أجهزة زرع العمود الفقري أثناء الانصهار يزيد من المخاطر ولكنه لا يوفر أي تحسن إضافي في الألم أو الوظيفة.

### طب بديل
ومن غير الواضح ما إذا كان من بين أولئك الذين يعانون من آلام الظهر غير المزمنة العلاجات البديلة مفيدة. الرعاية بتقويم العمود الفقري أو العلاج بالتلاعب بالعمود الفقري (SMT) يبدو مشابها للعلاجات الأخرى الموصى بها. تصل المبادئ التوجيهية الوطنية إلى استنتاجات مختلفة، حيث لا يوصي البعض بالتلاعب في العمود الفقري، ويصف البعض التلاعب بأنه اختياري، ويوصي آخرون بدورة قصيرة لأولئك الذين لا يتحسنون مع العلاجات الأخرى. أوصت مراجعة عام 2017 بالتلاعب في العمود الفقري استنادا إلى أدلة منخفضة الجودة. التلاعب تحت التخدير، أو التلاعب بمساعدة طبية، ليس لديه أدلة كافية لتقديم أي توصية واثقة. لا يملك المتلاعب بالعمود الفقري فوائد كبيرة على تمارين التحكم الحركي.
الوخز بالإبر ليس أفضل من الدواء الوهمي، والرعاية المعتادة، أو الوخز بالإبر صورية للألم الحاد غير محدد أو الألم دون المزمن. بالنسبة لأولئك الذين يعانون من ألم مزمن، فإنه يحسن الألم أكثر قليلا من أي علاج وتقريبا نفس الأدوية، لكنه لا يساعد مع الإعاقة. هذا الاستحقاق الألم موجود فقط مباشرة بعد العلاج وليس في المتابعة. قد يكون الوخز بالإبر طريقة معقولة لمحاولة لأولئك الذين يعانون من ألم مزمن لا يستجيب للعلاجات الأخرى مثل الرعاية والأدوية المحافظة.
لا يبدو أن العلاج بالتدليك يوفر فائدة كبيرة لآلام أسفل الظهر الحادة. وجدت مراجعة كوكرين عام 2015 أن علاج تدليك آلام أسفل الظهر الحاد كان أفضل من عدم وجود علاج للألم فقط على المدى القصير. لم يكن هناك أي تأثير لتحسين الوظيفة. لعلاج تدليك آلام أسفل الظهر المزمنة لم يكن أفضل من أي علاج لكل من الألم والوظيفة، وإن كان فقط على المدى القصير. كانت الجودة الإجمالية للأدلة منخفضة ويخلص المؤلفون إلى أن العلاج بالتدليك ليس علاجا فعالا لآلام أسفل الظهر بشكل عام. يوصى بالعلاج بالتدليك للأشخاص المختارين الذين يعانون من آلام أسفل الظهر تحت الحادة والمزمنة، ولكن يجب إقرانه بشكل آخر من أشكال العلاج مثل تمارين الهوائية أو تمارين القوة. لا ينصح بعلاج تدليك متلازمات الألم الرادي الحاد أو المزمن إلا إذا كان ألم أسفل الظهر يعتبر أحد الأعراض. لا ينصح بأدوات التدليك الميكانيكية لعلاج أي شكل من أشكال آلام أسفل الظهر.
Prolotherapy – ممارسة حقن الحلول في المفاصل (أو مناطق أخرى) للتسبب في التهاب وبالتالي تحفيز استجابة الجسم الشفاء - لم يتم العثور على أن تكون فعالة في حد ذاته، على الرغم من أنه قد يكون من المفيد عند إضافتها إلى علاج آخر.
الأدوية العشبية، ككل، لا تدعمها الأدلة بشكل جيد. العلاجات العشبية مخلب الشيطان والصفصاف الأبيض قد يقلل من عدد الأفراد الإبلاغ عن مستويات عالية من الألم; ومع ذلك، بالنسبة لأولئك الذين يتناولون مسكنات الألم، فإن هذا الاختلاف ليس كبيرا. في شكل إما هلام أو الجص المدلى بها، وقد وجد للحد من الألم وزيادة وظيفة.
قد يكون العلاج السلوكي مفيدا للألم المزمن. هناك عدة أنواع متاحة، بما في ذلك تكييف التشغيل، والذي يستخدم التعزيز للحد من السلوكيات غير المرغوب فيها وزيادة السلوكيات المرغوبة. العلاج السلوكي المعرفي، الذي يساعد الناس على تحديد وتصحيح التفكير والسلوك السلبي؛ وتكييف المجيبين، والتي يمكن أن تعدل استجابة الفرد الفسيولوجية للألم. ومع ذلك فإن الفائدة صغيرة. قد يطور مقدمو الخدمات الطبية برنامجا متكاملا للعلاجات السلوكية. الأدلة غير حاسمة فيما إذا كان الحد من الإجهاد القائم على الذهن يقلل من شدة آلام الظهر المزمنة أو الإعاقة المرتبطة بها، على الرغم من أنه يشير إلى أنه قد يكون مفيدا في تحسين قبول الألم الحالي.
تدعم الأدلة الأولية العلاج العصبي المرن (NRT)، حيث يتم وضع قطع صغيرة من المعدن تحت جلد الأذن والظهر، لآلام أسفل الظهر غير المحددة. إعادة التأهيل المتعدد التخصصات للخزعة (MBR)، التي تستهدف الجوانب الجسدية والنفسية، قد يحسن آلام الظهر ولكن الأدلة محدودة. هناك نقص في الأدلة ذات النوعية الجيدة لدعم استخدام الترددات الراديوية لتخفيف الألم.
تم العثور على شريط KT أن لا يختلف عن إدارة آلام أسفل الظهر المزمنة غير محددة من غيرها من إستراتيجيات إدارة الألم المنشأة.

### تعليم
هناك أدلة قوية على أن التعليم قد يحسن آلام أسفل الظهر، مع جلسة تعليمية لمدة 2.5 ساعة أكثر فعالية من الرعاية المعتادة لمساعدة الناس على العودة إلى العمل على المدى القصير والطويل. وكان هذا أكثر فعالية للأشخاص الذين يعانون من آلام الظهر الحادة بدلا من المزمنة.

## إنذار
بشكل عام، فإن نتيجة آلام أسفل الظهر الحادة إيجابية. الألم والعجز عادة ما تتحسن كثيراً في الأسابيع الستة الأولى، مع الشفاء الكامل ذكرت بنسبة 40 إلى 90٪. في أولئك الذين لا يزال لديهم أعراض بعد ستة أسابيع، التحسن أبطأ عموماً مع مكاسب صغيرة فقط تصل إلى سنة واحدة. في سنة واحدة، مستويات الألم والإعاقة منخفضة إلى أدنى حد ممكن في معظم الناس. الضيق، وآلام أسفل الظهر السابقة، والرضا الوظيفي هي مؤشرات على النتيجة على المدى الطويل بعد نوبة من الألم الحاد. قد تؤدي بعض المشاكل النفسية مثل الاكتئاب أو التعاسة بسبب فقدان العمل إلى إطالة فترة آلام أسفل الظهر. بعد نوبة أولى من آلام الظهر، تتكرر في أكثر من نصف الناس.
بالنسبة لآلام أسفل الظهر المستمرة، فإن النتيجة على المدى القصير إيجابية أيضاً، مع تحسن في الأسابيع الستة الأولى ولكن تحسناً طفيفاً جداً بعد ذلك. في سنة واحدة، أولئك الذين يعانون من آلام أسفل الظهر المزمنة عادة ما تستمر في الألم المعتدل والعجز. الأشخاص الأكثر عرضة للإعاقة طويلة الأمد يشملون أولئك الذين يعانون من ضعف مهارات التكيف أو الذين يخشون النشاط (2.5 مرة أكثر عرضة لنتائج سيئة في سنة واحدة)، أولئك الذين لديهم قدرة ضعيفة على التعامل مع الألم، أو العاهات الوظيفية، أو سوء الصحة العامة، أو مكون أو كبير للألم.
وقد يتأثر التكهن بالتوقعات، حيث أن أولئك الذين لديهم توقعات إيجابية بالانتعاش تتعلق بارتفاع إحتمال العودة إلى العمل والنتائج الإجمالية.

## الوبائيات
يعد ألم أسفل الظهر الذي يستمر ليوم واحد على الأقل ويحد من النشاط شكوى شائعة. عالمياً، 40% تقريباً من الناس لديهم ألم أسفل الظهر في مرحلة ما من حياتهم، بتقديرات تصل إلى 80% من الناس في العالم المتقدم. ما يقرب من 9 إلى 12% من الناس (632 مليون) لديهم هذا الألم في أي وقت معين، وما يقرب من الربع (23.2٪) أفادوا بوجودها في وقت ما خلال أي فترة ضمن شهر واحد. تبدأ مضاعفات الآلام غالبًا بين سن 20 و 40 عامًا. تعتبر آلام أسفل الظهر أكثر شيوعًا بين الأشخاص الذين تتراوح أعمارهم بين 40 و 80 عامًا، مع توقع زيادة العدد الإجمالي للأفراد المصابين مع تقدم العمر.
ليس من الواضح ما إذا كان الرجال أو النساء لديهم معدلات أعلى من آلام أسفل الظهر. أفادت مراجعة عام 2012 بمعدل 9.6% بين الذكور و 8.7% بين الإناث. وجدت مراجعة أخرى في عام 2012 أن نسبة الإناث أعلى من الذكور، وهو ما شعر المراجعون أنه ربما يرجع إلى ارتفاع معدلات الآلام بسبب هشاشة العظام، والحيض، والحمل بين النساء، أو ربما لأن النساء كن أكثر استعدادًا للإبلاغ عن الألم من الرجال. تشير التقديرات إلى أن 70% من النساء يعانين من آلام الظهر أثناء الحمل مع ارتفاع المعدل مع استمرار الحمل. المدخنون الحاليون - وخاصة المراهقون - هم أكثر عرضة للإصابة بآلام أسفل الظهر من المدخنين السابقين، والمدخنون السابقون أكثر عرضة للإصابة بآلام أسفل الظهر من أولئك الذين لم يدخنوا قط.

## التاريخ
كانت آلام أسفل الظهر مع البشر منذ العصر البرونزي على الأقل. أقدم أطروحة جراحية معروفة - بردية إدوين سميث، التي يرجع تاريخها إلى حوالي 1500 قبل الميلاد - تصف اختبارًا تشخيصيًا وعلاجًا لالتواء العمود الفقري. كان أبقراط (حوالي 460 قبل الميلاد - حوالي 370 قبل الميلاد) أول من استخدم مصطلحًا للألم الوركي وآلام أسفل الظهر. ووصف جالينوس (نشط في منتصف القرن الثاني الميلادي إلى أواخره) المفهوم بشيء من التفصيل. الأطباء حتى نهاية الألفية الأولى لم يقومو بتجربة جراحة الظهر وأوصوا بالانتظار اليقظ. خلال فترة العصور الوسطى، قدم ممارسو الطب الشعبي علاجات لآلام الظهر على أساس الاعتقاد بأنها ناجمة عن الأرواح.
في بداية القرن العشرين، اعتقد الأطباء أن آلام أسفل الظهر ناتجة عن التهاب أو تلف الأعصاب، مع الألم العصبي والتهاب الأعصاب الذي ذكروه كثيرًا في الأدبيات الطبية في ذلك الوقت. انخفضت شعبية مثل هذه الأسباب المقترحة خلال القرن العشرين. في أوائل ذاك القرن، زاد جراح الأعصاب الأمريكي هارفي ويليامز كوشينغ قبول العلاجات الجراحية لآلام أسفل الظهر. وفي عشرينيات وثلاثينيات القرن الماضي، ظهرت نظريات جديدة عن السبب، حيث اقترح الأطباء مجموعة من الاضطرابات النفسية والجهاز العصبي مثل ضعف الأعصاب (الوهن العصبي) والهستيريا الأنثوية. الروماتيزم العضلي (يسمى الآن فيبروميالغيا) تم الاستشهاد به أيضًا بتواتر متزايد.
أعطت التقنيات الناشئة مثل الأشعة السينية للأطباء أدوات تشخيص جديدة، كشفت عن القرص الفقري كمصدر لآلام الظهر في بعض الحالات. في عام 1938، قدم جراح العظام «جوزيف س. بار» تقريرًا عن حالات عرق النسا المرتبط بالقرص التي تحسنت أو شُفيت بجراحة الظهر. نتيجة لهذا العمل، في الأربعينيات من القرن الماضي، سيطر نموذج القرص الفقري لآلام أسفل الظهر، الذي سيطر على الأدبيات خلال الثمانينيات، مما ساعد بشكل أكبر على ظهور تقنيات التصوير الجديدة مثل التصوير المقطعي المحوسب والتصوير بالرنين المغناطيسي. هدأت المناقشة حيث أظهر البحث أن مشاكل القرص هي سبب غير شائع نسبيًا للألم. منذ ذلك الحين، أدرك الأطباء أنه من غير المحتمل تحديد سبب محدد لآلام أسفل الظهر في كثير من الحالات، والتشكيك في الحاجة إلى العثور على واحد على الإطلاق حيث يتم حل الأعراض في معظم الأوقات في غضون 6 إلى 12 أسبوعًا بغض النظر عن العلاج.

## المجتمع والثقافة
ينتج عن آلام أسفل الظهر تكاليف اقتصادية كبيرة. في الولايات المتحدة، يعد الألم أكثر أنواع الألم شيوعًا لدى البالغين، وهو المسؤول عن ضياع عدد كبير من أيام العمل، وهو أكثر شكوى من آلام الجهاز العضلي الهيكلي شيوعًا في قسم الطوارئ. في عام 1998، قُدر أنه مسؤول عن 90 مليار دولار من تكاليف الرعاية الصحية السنوية، مع تكبد 5% من الأفراد معظم (75 ٪) من التكاليف. بين عامي 1990 و 2001 كانت هناك زيادة بأكثر من الضعف في جراحات دمج العمود الفقري في الولايات المتحدة، على الرغم من عدم وجود تغييرات في مؤشرات الجراحة أو وجود دليل جديد على فائدة أكبر. تحدث تكاليف إضافية على شكل خسارة في الدخل والإنتاجية، مع آلام أسفل الظهر مسؤولة عن 40% من جميع أيام العمل الضائعة في الولايات المتحدة. تسبب آلام أسفل الظهر الإعاقة لدى نسبة أكبر من القوى العاملة في كندا وبريطانيا العظمى وهولندا والسويد مقارنة بالولايات المتحدة أو ألمانيا.
العمال الذين يعانون من آلام أسفل الظهر الحادة نتيجة إصابة العمل قد يطلب منهم أصحاب العمل إجراء أشعة سينية. كما هو الحال في حالات أخرى، لا يُشار إلى الاختبار ما لم تكن هناك أعلام حمراء. لا يعتبر قلق صاحب العمل بشأن المسؤولية القانونية مؤشراً طبياً ولا يجب استخدامه لتبرير الفحص الطبي عندما لا يتم الإشارة إليه. لا ينبغي أن يكون هناك سبب قانوني لتشجيع الناس على إجراء الاختبارات التي يقرر مقدم الرعاية الصحية عدم الإشارة إليها.

## الأبحاث
الاستبدال الكلي للقرص هو خيار تجريبي، ولكن لا يوجد دليل مهم يدعم استخدامه على الاندماج القطني. يدرس الباحثون إمكانية نمو هياكل جديدة بين الفقرات من خلال استخدام عوامل النمو البشرية المحقونة، والمواد المزروعة، والعلاج بالخلايا، وهندسة الأنسجة.